# Zamek Český Krumlov
Zamek Český Krumlov – zamek znajdujący się w mieście Český Krumlov w południowych Czechach. Jego początki sięgają 1240 roku, kiedy pierwszy zamek został zbudowany przez rodzinę Witigonen, głównej gałęzi potężnego rodu Rosenberg.

## Historia
Zamek w tym miejscu był założony przed 1250 roku przez panów z Krumlova, jednej z gałęzi rodu Vítkovci.
Przez XVII wieku ród Rosenbergów wymarł, a panowanie nad Krumlovem zostało przekazane w ręce Hansa Ulricha von Eggenberg przez cesarza Ferdynanda II, Eggenberg został nazwany księciem Krumau. Po śmierci syna Hansa Ulricha, Johanna Antona I von Eggenberg, zamek w okresie pomiędzy 1649 i 1664 był pod władzą jego wdowy Anny Marii.
Jeden z jej dwóch synów, Johann Christian I von Eggenberg, był odpowiedzialny za przebudowę na styl barokowy i rozbudowę zamku, w tym budowę zamkowego teatru zwanego obecnie Teatrem Eggenberg. Gdy linia męska z Eggenbergów wygasła w 1717 roku, zamek przeszedł w posiadanie rodu Schwarzenbergów. W 1947 roku posiadłości Schwarzenbergów, w tym Český Krumlov, zostały znacjonalizowane przez czeskie władze lokalne, a w 1950 roku stał się własnością państwa czechosłowackiego.
Cały zespół pałacowy został uznany za narodowy zabytek Czech w 1989 roku, a w 1992 roku został wpisany na Listę światowego dziedzictwa UNESCO.